# Apamea cuneata
Apamea cuneata är en fjärilsart som beskrevs av John Henry Leech 1889. Apamea cuneata ingår i släktet Apamea och familjen nattflyn. Inga underarter finns listade i Catalogue of Life.